# I Still Hear Your Voice at Night
I Still Hear Your Voice at Night je studiové album australské hudební skupiny The Paradise Motel. Jeho nahrávání začalo již v roce 2008, ale nakonec nebylo kvůli úmrtí Damiena Hilla dokončeno. Skupina následně pracovala na jiných projektech a album I Still Hear Your Voice at Night vyšlo až v lednu 2011. Název tohoto alba je úryvkem z textu písně „I Keep a Close Watch“ velšského hudebníka Johna Calea.

## Seznam skladeb
1. „The Promise“ – 4:08
2. „The Legend of Sailor“ – 6:07
3. „Joseph's Head“ – 6:09
4. „Bear Never Left Her Home“ – 5:58
5. „The Moonlight and the Scrub“ – 4:21
6. „Dead Leaves“ – 4:42
7. „Memory of Leonski“ – 5:48
8. „The Exiles“ – 4:58
9. „A New Hat for Mr Black“ – 6:03
10. „ISHY VAN“ – 3:19

## Obsazení
- Mérida Sussex – zpěv
- Matt Aulich – kytara
- Esme Macdonald – baskytara
- Campbell Shaw – housle
- BJ Austin – varhany, pedálová steel kytara
- Damien Hill – bicí
- Charles Bickford – kytara, varhany, perkuse